# Joao Urbáez
Joao Andrés Urbáez Gómez (* 24. Juli 2002 in Madrid) ist ein dominikanisch-spanischer Fußballspieler.

## Karriere

### Verein
Von der Jugend von CD Móstoles URJC wechselte Urbáez in die Jugend von Rayo Vallecano. Ab Sommer 2019 spielte er für die U19 von CD Canillas und wechselte von dort weiter zu AD Alcorcón, wo er zur Saison 2021/22 ein fester Teil der B-Mannschaft wurde. Seit September 2023 steht er beim CD Leganés unter Vertrag und wird hier ebenfalls in der B-Mannschaft eingesetzt.

### Nationalmannschaft
Mit der dominikanischen U23 nahm Urbáez unter anderem an dem Qualifikationsturnier für die Olympischen Sommerspiele 2020 teil. Mit der U22 folgte eine Teilnahme an den Zentralamerika- und Karibikspielen 2023.
Sein Länderspieldebüt für die A-Nationalmannschaft war am 5. Juni 2022 bei einer 2:3-Niederlage gegen Französisch-Guyana in der CONCACAF Nations League 2022/23, bei der er gleich in der Startelf stand. In den darauffolgenden Tagen kam er noch in zwei weiteren Partien zum Einsatz.